# Holm Gärtner
Holm Gärtner (* 1952) ist ein deutscher Schauspieler und Theaterregisseur.

## Leben
Gärtner studierte von 1970 bis 1974 Schauspiel an der Theaterhochschule Leipzig. Seine Ausbildung schloss er dort mit dem Schauspieldiplom ab. Er wirkte anschließend von 1974 bis 1993 als Schauspieler und Regieassistent am Ost-Berliner Theater der Freundschaft, später Theater an der Parkaue. 
Er war auch in etlichen Film- und Fernsehrollen zu sehen. In dem DDR-Fernsehfilm Die Schneekönigin (1975), einer Koproduktion des Theaters der Freundschaft Berlin mit dem Fernsehen der DDR, spielte er eine der Hauptrollen, den jungen Kai. In dem DDR-Jugendfilm Karlemanns Brücke (1975) hatte er die Rolle des Gefreiten Seeger. Er hatte u. a. auch Rollen in den DDR-Krimireihen Der Staatsanwalt hat das Wort (1979) und Polizeiruf 110 (1985, als Polizeiermittler Leutnant Berger). 
Gärtner wirkte auch als Hörspielsprecher. Er sprach u. a. den Jungen in Der standhafte Zinnsoldat (erschienen als LP im LITERA-Verlag) und mehrere Rollen in der Hörspielproduktion Die kleine Seejungfrau. Zudem war er in der Synchronisation tätig. Er lieh u. a. dem italienischen Schauspieler Walter Chiari seine Stimme.

## Filmografie (Auswahl)
- 1975: Mein lieber Mann und ich (Fernsehfilm)
- 1975: Kostja und der Funker
- 1975: Menschenskind, Nikolka
- 1975: Die Schneekönigin (Fernsehfilm; Theaterverfilmung)
- 1975: Karlemanns Brücke
- 1978: Starten Sie vor dem Schuss!
- 1979: Der Staatsanwalt hat das Wort – Akte Zabel (Fernsehreihe)
- 1981: Trabant zu verkaufen (Fernsehfilm)
- 1981: Adel im Untergang (Fernsehfilm)
- 1985: Polizeiruf 110: Verlockung (Fernsehreihe)
- 1985: Zwei Nikoläuse unterwegs (Fernsehfilm)
- 2008: Warum Du schöne Augen hast

## Hörspiele (Auswahl)
- 1976: Wolfgang Kohlhaase: Die Grünstein-Variante (Student) – Regie: Günther Rücker (Hörspiel – Rundfunk der DDR)
- 1977: Samuil Marschak: Das Katzenhaus (Biber/Ferkel) – Regie: Jürgen Schmidt (Kinderhörspiel – Litera)
- 1981: Hans Christian Andersen: Der standhafte Zinnsoldat (Junge, ein Zinnsoldat) – Regie: Heiner Möbius (Kinderhörspiel – Litera)
- 1983: Sándor Sáfár/Zoltán Jékely: Wie der Zigeunerseppl ein Gauner wurde (Husar)/Vom bärenstarken Moga (Zigeunerzug) – Regie: Andreas Scheinert (Kinderhörspiel – Litera)
- 1985: Volksbuch: Till Eulenspiegels mehrsteils wohlige Nacht in der Herberg zu Kneiteln (Nebenrollen) – Regie: Andreas Scheinert, Jürgen Schmidt (Hörspiel – Litera)
- 1986: Hans Christian Andersen: Des Kaisers neue Kleider (2. Mann) – Regie: Dieter Scharfenberg (Kinderhörspiel – Litera)
- 1986: Wilhelm Hauff: Das kalte Herz (Tanzbodenkönig, dritter Bursche) – Regie: Rainer Schwarz (Kinderhörspiel – Litera)
- 1987: Horst Hawemann: Wie man kein König wird (2. Sohn) – Regie: Karlheinz Liefers (Kinderhörspiel – Rundfunk der DDR)
- 1987: Andreas Scheinert: Des Teufels Triller (Teufel und Arme Sünder) – Regie: Andreas Scheinert (Hörspiel – Litera)
- 1988: Hans Christian Andersen: Die kleine Seejungfrau (Ausrufer, Gruppe) / Der kleine und der große Klaus (Gruppe) – Regie: Werner Buhss (Kinderhörspiel – Litera)
- 1989: Brüder Grimm: Sechse kommen durch die ganze Welt (Herold) – Regie/Bearbeitung: Peter Brasch (Kinderhörspiel – Litera)